# ドデスカ!
『ドデスカ!』（どですか!）は、名古屋テレビ（メ〜テレ）で2011年3月28日から平日6:00 - 8:00に放送される帯の東海3県向けのローカルワイド番組。

## 概要
当番組の前身は、東海地区の人気パーソナリティである宮地佑紀生と矢野きよ実をメインに据えて2002年4月にスタートした『特選朝いち どですか!』である。
2011年3月28日より、番組タイトルを『ドデスカ!』と、ひらがなからカタカナへ変更し、より地元に密着した情報番組としてスタートした。メインMCに佐藤裕二と鈴木しおりを起用した。
2023年以降の番組のキャッチフレーズは「1日・2ドデスカ（度ですか）!」。ドデスカ!+がスタートしたことにより、メーテレのニュース番組が朝夕『2ドデスカ!』となった。それに合わせて、スタジオやテロップの基本デザインは『ドデスカ+』と共用されている。
番組名の由来は、1970年に公開された黒澤明の監督作品、映画「どですかでん」にインスパイアを受け、「どですか」という言葉を生み出し、新しい名古屋の言葉として使ってもらいたいという思いから、番組タイトル名に採用された。
また、メ〜テレのマスコットキャラクター・ウルフィも出演し、一部のコーナーを担当している。
『どですか!』時代と同様、テレビ朝日制作の『やじうまテレビ!』（2013年9月30日から『グッド!モーニング』に改題）の4:55 - 5:59のネットは継続されている。
2012年3月16日に中京テレビの『おはZIP!』が終了してから2024年9月30日までの間、中京広域圏で唯一の早朝ローカル番組であった。。
本番組、及びドデスカ+独自の『ドデスカポーズ』と呼ばれるものがあり、人差し指を立てて、残りの指を曲げて親指につけて小さな輪の形にするものである。 

## 視聴率
2016年4月平均の視聴率は第1部（6:00 - 6:45）5.7%、第2部（6:45 - 8:00）9.1%を記録し、同年3月平均と比較していずれの部も1ポイントほど上昇した（ビデオリサーチ調べ、名古屋地区・世帯・リアルタイム。以下略）。なお名古屋地区において、従来、当番組は民放3位であったが、同年4月21、27、28、29日の4日間、2部の時間帯で民放トップを記録した。
2023年度の視聴率は「個人全体視聴率(第1部)」で1位を獲得した。また、「名古屋市内視聴量」、エリアでの「純粋想起番組」すべてで1位を獲得している。（ビデオリサーチ調べ、名古屋地区・世帯・リアルタイム。以下略）。

## 番組史

### 2011年
- 3月28日-『どですか!』の後番組として当番組がスタート。メインMCに佐藤裕二と鈴木しおりを起用した。

### 2014年
- 3月28日 - 鈴木の『アップ!』異動に伴い番組卒業。
- 3月31日 - 同じく「アップ!」に出演していた入社4年目の徳重杏奈がメインキャスターに就任。

### 2016年
- 4月9日 - 「ドデスカ!土曜日」に出演していた上坂嵩がエンタメキャスターとなり、竹田基起がエンタメキャスターからニュースキャスターに昇格した。

### 2018年
- 9月5日 - 長年お天気キャスターを務めてきた塩尻奈都子が9月いっぱいでの番組卒業を発表。
- 9月28日 - 塩尻が番組を卒業。後日、ブログで同年11月を以てメ〜テレを退社することを発表した。
- 10月1日 - お天気コーナーを望木聡子に変更。

### 2020年
- 3月23日 - 徳重が番組卒業とメ〜テレ退社を発表。また、番組リニューアルがCMで告知される。
- 3月27日、佐藤が2011年から務めてきたMCを勇退。徳重とエンタメ担当の上坂、コーナー担当の島津咲苗が番組を卒業。上坂は中継担当(現在は月曜・火曜サブキャスター)、島津は水・木曜日(現在は水〜金曜)のサブキャスターとして、「アップ!」に異動となった。
- 3月30日 - 内容をリニューアル。ニュースキャスターの竹田とお天気キャスターの望木がともにメインに昇格。望木の後任のお天気キャスターはリポーターとして出演し、気象予報士の資格を保有する南雲穂波が担当。スポーツキャスターは堂野浩久と南雲と同じく入社2年目の島貫凌、エンタメキャスターには、濱田隼と伊豆蔵将太が新たに起用された。また、佐藤は7時台のレギュラーコメンテーターとして引き続き出演していたが、新型コロナウイルスの流行に伴う愛知県および国の緊急事態宣言による『アップ!』のキャスター2班制の措置に伴い、メインキャスターに暫定的に異動になり、当面、出演休止となった。なお、4月13日から6月19日までの間、大半のコメンテーターと芸能リポーターもスタジオへの出演を見合わせ、リモート出演や電話出演の形を取っていた。
- 10月2日 - 4月中旬以降出演を休止していた佐藤が生出演。エンディングで番組卒業を正式に発表。2011年からの9年間のメインキャスターを含め、2002年の放送開始から18年半出演した番組をこの日の放送を以て卒業した。なお佐藤は、8月から星恭博のアナウンス部長就任とかつて番組でともにメインを務めた鈴木の産休による「アップ」卒業に伴い、後任として同番組のメインキャスターに就任しており、今後は正式に異動となる。
- 1月28日 - 放送2500回に到達した[3]。

### 2022年
- 3月26日 - 望木聡子が「メ〜テレ60周年アンバサダー」就任のため番組卒業。
- 3月28日 - 春改編で「とびだせ！ドデスカ!20周年‼」をキャッチコピーに番組リニューアル。望木の番組卒業に伴い、2年前までコーナー担当だった島津と前年度コーナー担当だった小松﨑花菜（月 - 木曜）がサブキャスターに就任。
- 6月24日 - 伊豆蔵将太がメ〜テレ退社のため、番組卒業。以降、木・金エンタメは濱田がスポーツと兼務で担当。
- 6月30日 - 伊豆蔵の番組卒業に伴い、木・金曜エンタメは濱田がスポーツと兼務で担当。

### 2023年
- 4月2日 - マチQが火曜7時台特集に変更となったため、小松崎の担当曜日が変更。サブMCは引き続き月〜木曜を担当する。エンタメは月・水・木曜を担当し、火曜は島貫が、金曜は引き続き濱田が（両者ともスポーツ兼務）担当する。火曜は中継キャスターとして出演する。
- 9月29日 - 濱田が『ドデスカ!+』メインMC就任のため番組卒業。南雲はサブMC就任のためお天気キャスターを卒業した。また、竹田による「明日もドデスカ!」のコールが最後となった。10月以降は『ドデスカ!+』で濱田がその役を担うこととなる。
- 10月2日 - 濱田の番組卒業と小松崎の『サンデーLIVE!!』キャスター就任に伴いシフトが一部変更。竹田と島津はこれまでどおり月〜金曜まで通しで出演する。小松崎は担当曜日を月〜水曜に変更し出演。木・金曜サブMCに南雲穂波が就任し、小松崎と同じくエンタメと兼務で担当する。スポーツは島貫が月・火曜から火〜金曜担当となり、月曜は竹田が担当する。お天気は新人の尾形杏奈（月〜水）と松崎杏香（木・金）と山田修作が担当する。
- 10月2日 - 尾形杏奈（月〜水）がお天気キャスターに就任。
- 10月5日 - 南雲穂波がエンタメキャスター・サブキャスター（木・金）に、松崎杏香（木・金）がお天気キャスターに就任。

### 2024年
- 3月29日 - 南雲穂波がメ〜テレ退社のため、番組卒業。[4]
- 4月1日 - 春改編で番組パワーアップ。「地元マシマシ放送中」「いちいち2度ですか！」を掲げ、スタジオセットと番組ロゴがリニューアルした[5]。また、コメンテーターはこれまで2、3名の出演だったが、4月から基本的に1名のみの出演となった。アナウンサー陣の担当も変更された。メインMCは竹田が引き続き担当する。サブMCは2022年春改編からの2人体制から1人体制になり、島津が月〜木、小松崎が金曜を担当する。スポーツは竹田が月曜を、島貫が火〜金曜を引き続き担当する。月曜はナレーターの石原ゆきこが、火〜金曜は島貫が担当する。お天気は山田（月〜金）、尾形（月〜水）、松崎（木・金）が担当する。
- 9月9日 - 大財の加入に合わせるためと、祝日の関係により、竹田がスポーツキャスターを卒業。
- 9月27日 - 松崎が平日のお天気キャスターを卒業。
- 9月30日 - 秋改編で番組パワーアップ。再び「1日2度ですか！」を掲げ、コメンテーターとシフトが一部変更された。コメンテーターは浅尾が月曜から金曜に、小椋が金曜から月曜に、辻愛沙子が土曜から月曜担当に変更された。アナウンサー陣は新人の大財英寿が加入し、シフトが一部変更。メインMCは竹田（月〜金）が、サブMCは島津が月〜木、小松崎が金曜を引き続き担当する。スポーツ・エンタメは新人の大財が月・火曜を、島貫が水〜金曜を担当する。スポーツコーナーは新コーナー「聞きドラ」が始まりコーナー枠も拡大された。また、天気コーナーが大幅にリニューアル。気象予報士の山田に加え、尾形が月〜金曜、松崎が祝日の出演となった。月〜木曜の7時台のお天気は尾形がアスナル金山 金山総合駅前から生中継で出張天気を伝える（金曜は引き続き東海3県各地から出張天気）。また、スタジオに尾形がいない時は、山田の相方はメインMCの竹田になった。この方法は先にドデスカ+で採用されている。
- 11月18日 - 番組プチリニューアル。2024年春改編以降使用されていた番組独自のニューステロップはドデスカ+と共通のものに変更された。（尚、上部に出ているテロップは従来通りである）また、ホシナビの川柳は尾形と山田の読むスピードがあまりにもグダグダすぎるということで、尾形単独で読むことになった。
- 12月26日 - 木曜特集　絶景さんの中継で最初の方は通常通りいったものの、機材トラブルによりが発生した。コメンテーターとの小噺やお天気コーナーの入れ替え等で対応したが、機材が復活しないまま番組が終了した。尚、竹田による中止の知らせがあった。
- 12月27日 - 年内の放送最終日。昨日の特集について、小松崎から謝罪し、中継とまでは行かなかったが、紹介する予定だったものをVTRと共に紹介した。

### 2025年
- 1月6日 - 新年最初の放送。この年は初めて夕方の番組（前番組のアップ！含め）と同日に新年最初の放送をスタートさせた。
- 3月31日-番組パワーアップ。朝夕共通で『春だし進メ〜ロメロ』を掲げ、番組テーマソングは前年度同様、緑黄色社会の「陽はまた昇るから」となった。コメンテーターの新規加入等はなかったが、岸が木曜コメンテーターへ移動したことにより、水曜コメンテーターの井戸田が毎週出演に戻ることとなった。アナウンサー陣に変更はなし。

## 番組リニューアル
2024年4月1日よりリニューアルが行われた。番組名はそのままに、ロゴはイメージカラーであるピンクの色合いが変更となり、『ドデスカ+』と共通だったテロップは、フォーマットを引き続き同一としながらも、番組イメージカラーであるピンクの差し色を入れたものに変更された。また、『ドデスカ+』と共通のスタジオセット・番組テーマソングも2番組ともに変更され、後者は緑黄色社会の「陽はまた昇るから」に変更された。また、働き方改革として、サブMCの島津咲苗は金曜日にスタジオ不在となり、小松崎花菜が出演する。また、1週間を通して出演するアナウンサー（竹田、10月より尾形）は、祝日は休演となり、島津がメインMC、サブMCは小松崎or島貫、天気は松崎という形に変更される。

## ドデスカ!ファミリー（出演者）
当番組では、出演者のことを『ドデスカ!ファミリー』と呼ぶ。
太字の出演者は月曜から金曜まで通しで担当する。
- △：メ〜テレアナウンサー
- ◇：隔週出演
- □：毎週出演
- ☆：月1出演
- ★：不定期出演
- ◯：ドデスカ＋兼務

|                  | 月曜日                                  | 火曜日                           | 水曜日             | 木曜日                        | 金曜日               |
| ---------------- | --------------------------------------- | -------------------------------- | ------------------ | ----------------------------- | -------------------- |
| メインMC         | 竹田基起△（平日）                       | 竹田基起△（平日）                | 竹田基起△（平日）  | 竹田基起△（平日）             | 竹田基起△（平日）    |
| メインMC         | 島津咲苗△（祝日）                       |                                  |                    |                               |                      |
| サブMC           | 島津咲苗△（平日）                       | 島津咲苗△（平日）                | 島津咲苗△（平日）  | 島津咲苗△（平日）             | 小松崎花菜△          |
| サブMC           | 小松崎花菜or島貫凌（休日）              |                                  |                    |                               | 小松崎花菜△          |
| コメンテーター   | 石田健◇ 小椋久美子◇ 辻愛沙子★ 正木裕美★ | 遼河はるひ◇◯ 品田英雄☆ 河合郁人☆ | 井戸田潤□          | 須田亜香里◇ 萱野稔人☆ 岸博幸★ | 浅尾美和◇◯ 丸田佳奈◇ |
| スポーツ         | 大財英寿△                               | 大財英寿△                        | 島貫凌△            | 島貫凌△                       | 島貫凌△              |
| エンタメ         | 大財英寿△                               | 大財英寿△                        | 島貫凌△            | 島貫凌△                       | 島貫凌△              |
| 間違い探し       | 大財英寿△                               | 大財英寿△                        | 島貫凌△            | 島貫凌△                       | 島貫凌△              |
| お天気キャスター | 尾形杏奈△（平日）                       | 尾形杏奈△（平日）                | 尾形杏奈△（平日）  | 尾形杏奈△（平日）             | 尾形杏奈△（平日）    |
| お天気キャスター | 松崎杏香△（祝日）                       |                                  |                    |                               |                      |
| 気象予報士       | 山田修作◯                               | 山田修作◯                        | 山田修作◯          | 山田修作◯                     | 山田修作◯            |
| 6時台特集        | 松崎杏香△◯                              | 松崎杏香△◯                       | 尾形杏奈△          | 尾形杏奈△                     | 石原ゆき子           |
| 7時台特集        | 小松崎花菜△                             | Aぇ! group                       | 井戸田潤 尾形杏奈△ | 小松崎花菜△                   | 高岸宏行 島津早苗△   |
| 中継リポーター   | （不在）                                | （不在）                         | （不在）           | 小松崎花菜△                   | （不在）             |

### メインキャスター
- 竹田基起△（2016年4月1日 - ）月〜金曜日　メインMC
  - 2016年4月1日まで エンタメ担当
  - 2016年4月4日 - 2020年3月27日 ニュース担当
  - 2020年3月30日 - 、月〜金曜 メインMC

- 島津咲苗△（2022年3月28日 - ）月〜木曜日　サブMC 祝日メインMC
  - 2020年3月26日まで 木曜 イマネタ！担当
  - 2020年3月30日 - 9月28日 月曜 ドデスペ！担当（『アップ！』と兼務）
  - 2022年3月28日 - 2024年3月29日 月〜金曜 サブMC
  - 2024年4月1日 - 、月〜木曜 サブMC（祝日版メインMC兼務）

- 小松﨑花菜△（2022年3月28日 - ）金曜日・祝日サブMC
  - 2020年10月6日 - 2022年3月24日 火曜 うれテル！担当
  - 2021年3月30日 - 2022年3月24日 火・木曜 マチQ担当
  - 2022年3月28日 - 2023年9月29日 月〜木曜 サブMC（エンタメ兼務）
  - 2023年10月2日 - 2024年3月27日 月〜水曜 サブMC（エンタメ・『サンデーLIVE』兼務）
  - 2024年4月1日 - 、金曜・祝日サブMC（2024年9月29日まで『サンデーLIVE』・10月6日〜『グッド!モーニング・日曜版』兼務）

- 島貫凌△（2020年3月30日 - ）水〜金曜日スポーツエンタメ担当　祝日サブMC
  - 2020年3月30日 - 2023年9月26日 月・火曜スポーツ担当 （2020年4月13日 - 5月29日は休演）
  - 2023年4月4日 - 2024年3月26日 火曜エンタメ担当
  - 2024年10月3日 - 2024年9月27日 火〜金曜スポーツ・エンタメ担当
  - 2024年5月-祝日サブMC
  - 2024年10月2日 - 、水〜金曜スポーツ・エンタメ担当

### ニュース
- 竹田基起△（2016年3月28日 - ）月〜金曜日　速報、イマネタ、ニュース解説担当
- 島津咲苗△（2022年3月28日 - ）月〜木曜日、祝日　ストレートニュース、イマネタ担当
  - 2022年3月28日 - 2024年3月29日 月〜金曜担当
  - 2024年4月1日 - 、月〜木曜、祝日担当
- 小松﨑花菜△（2024年4月5日 - ）金曜日・祝日　ストレートニュース担当
  - 2024年4月5日 - 、金・土曜 ニュース担当
- 島貫凌△（2024年4月6日 - ）祝日　ストレートニュース担当
  - 2024年5月-祝日サブMC&ニュース担当

### スポーツ
- 大財英寿△（2024年9月30日 - ）月・火・祝日担当
  - 2024年9月30日 - 、月・火・祝日担当
- 島貫凌△（2020年3月30日 - ）水〜金曜日
  - 2020年3月30日 - 2023年9月26日 月・火曜担当 （2020年4月13日 - 5月29日は休演）
  - 2024年10月3日 - 2024年9月27日 火〜土曜担当
  - 2024年10月2日 - 、水〜土曜担当
- 矢野燿大（元中日ドラゴンズ・阪神タイガース捕手、元阪神タイガース監督）（2025年3月3日 - ）火曜日（『教えて！矢野さん』コーナー担当）[7] 2025年5月までは月曜日担当[8]。
- 井戸田潤（スピードワゴン）（2012年4月2日 - ）水曜日（『イトダスポーツ』キャップとしてコーナー進行を担当）

### エンタメ
- 大財英寿△（2024年9月30日 - ）月・火・祝日担当
  - 2024年9月30日 - 、月・火曜担当
- 島貫凌△（2023年4月2日 - ）水〜金曜日
  - 2023年4月4日 - 2024年3月26日 火曜担当
  - 2024年4月2日 - 9月27日 火〜金曜担当
  - 2024年10月2日 - 、水〜金曜担当

### お天気
- 尾形杏奈△（2023年10月2日 - ）月〜金曜日
- 松崎杏香△（2023年10月2日 - ）祝日
- 山田修作（気象予報士）月〜金曜日（祝日含む）

### 中継リポーター
- 小松崎花菜　木曜日
- 松崎杏香　不定期
- 木岡真理奈　祝日

### コメンテーター
※基本的に1名が担当する。祝日など不定期に2名が担当することもある。（祝日も平日と同様の曜日コメンテーターが担当する。）

#### 月曜日
- 小椋久美子 (三重県三重郡川越町出身）（2016年10月 - ）隔週出演
  - 2016年10月 - 2017年3月・2017年7月 - 2020年9月24日 隔週木曜
  - 2020年10月1日 - 2024年9月20日 隔週金曜
  - 2024年10月7日 - 、隔週月曜
- 正木裕美（2016年4月 - ）不定期出演
- 石田健（2024年4月 - ）隔週出演
  - 2023年4月 - 2024年3月 不定期出演
  - 2024年4月 - 、隔週出演
- 辻愛沙子◎（クリエイティブディレクター・実業家）不定期出演
  - 2023年度 『ドようびデス。』コメンテーター
  - 2024年4月 土曜日出演

#### 火曜日
- 遼河はるひ（愛知県名古屋市出身）（2016年4月 - ）隔週出演
- 品田英雄（2020年3月 - ）月1出演
- 河合郁人（2021年11月 - ）月1出演
  - 2021年11月 - 12月・2024年4月23日 - 、不定期出演
  - 2022年1月 - 2024年3月 隔週出演  2021年11月〜12月 不定期出演2022年1月 - 2024年3月）

#### 水曜日
- 井戸田潤（愛知県小牧市出身）（2012年4月 - ）毎週出演

#### 木曜日
- 須田亜香里[9]（愛知県名古屋市 出身）（2017年11月 - ）隔週出演
- 萱野稔人 （愛知県岡崎市出身）（2018年4月5日 - ）月1出演

- 岸博幸 （2017年4月 - ）不定期出演
  - 2017年4月 - 2020年6月10日 隔週木曜日
  - 2022年1月4日 - 、不定期出演

#### 金曜日
- 浅尾美和[10]（三重県鈴鹿市出身）隔週出演
- 丸田佳奈（2023年4月 - ）隔週出演
  - 2023年4月 - 、隔週出演

### 6時台

#### 月〜木曜 ハヤリミ
- 松崎杏香△（月・火曜）グルメ （2024年4月 - 9月 水・木曜ハヤリ担当）
- 尾形杏奈△（水・木曜）ハヤリ （2024年4月 - 9月 月・火曜グルメ担当）

#### 金曜　どうぶつZOO艦
- 石原ゆき子 - 出題担当
- 竹田基起 - 解答担当
- コメンテーター - 解答担当

### 7時台

#### 月曜 めっちゃ推しランキング
- 西尾菜々美△（2023年4月 - 8月）
- 南雲穂波△（2023年8月 - 2024年3月）
- 小松崎花菜△（2024年4月 - ）

#### 火曜 Aぇ! groupのココえぇとこや〜ん
- Aぇ! group（うち2名が出演）

#### 水曜 ハンバーグ師匠のジュ〜散歩
- 井戸田潤
- 尾形杏奈

#### 水曜 東海3県!125市町村わがマチ撮レジャー
- 尾形杏奈△

#### 木曜 とびだせ！ふっとー中継
- 小松崎花菜△

#### 金曜 やればできる旬感めし
- 高岸宏行（ディモンディ）
- 松崎杏香△ （2024年4月 - 9月）
- 島津咲苗△（2024年10月 - ）

#### 祝日 とびだせ！ホリデー中継
- 木岡真理奈△核

### ナレーション
- 石原ゆきこ（2020年3月30日 - ）[11]

## 過去の出演者

### アナウンサー
| 期間      | 期間      | メインMC | サブMC     | サブMC     | サブMC     | サブMC     | サブMC     |
| 期間      | 期間      | メインMC | 月         | 火         | 水         | 木         | 金         |
| --------- | --------- | -------- | ---------- | ---------- | ---------- | ---------- | ---------- |
| 2011.3.28 | 2014.3.28 | 佐藤裕二 | 鈴木しおり | 鈴木しおり | 鈴木しおり | 鈴木しおり | 鈴木しおり |
| 2014.3.31 | 2020.3.27 | 佐藤裕二 | 徳重杏奈   | 徳重杏奈   | 徳重杏奈   | 徳重杏奈   | 徳重杏奈   |
| 2020.3.30 | 2022.3.25 | 竹田基起 | 望木聡子   | 望木聡子   | 望木聡子   | 望木聡子   | 望木聡子   |
| 2022.3.28 | 2023.9.29 | 竹田基起 | 島津咲苗   | 島津咲苗   | 島津咲苗   | 島津咲苗   | 島津咲苗   |
| 2022.3.28 | 2023.9.29 | 竹田基起 | 小松崎花菜 | 小松崎花菜 | 小松崎花菜 | （不在）   | （不在）   |
| 2023.10.2 | 2024.3.29 | 竹田基起 | 島津咲苗   | 島津咲苗   | 島津咲苗   | 島津咲苗   | 島津咲苗   |
| 2023.10.2 | 2024.3.29 | 竹田基起 | 小松崎花菜 | 小松崎花菜 | 小松崎花菜 | 南雲穂波   | 南雲穂波   |
| 2024.4.1  | 現在      | 竹田基起 | 島津咲苗   | 島津咲苗   | 島津咲苗   | 島津咲苗   | 小松﨑花菜 |

| 期間      | 期間      | 気象予報士 | お天気キャスター | お天気キャスター | お天気キャスター | お天気キャスター | お天気キャスター |
| 期間      | 期間      | 気象予報士 | 月               | 火               | 水               | 木               | 金               |
| --------- | --------- | ---------- | ---------------- | ---------------- | ---------------- | ---------------- | ---------------- |
| 2011.3.28 | 2018.9.28 | 山田修作   | 塩尻奈都子       | 塩尻奈都子       | 塩尻奈都子       | 塩尻奈都子       | 塩尻奈都子       |
| 2018.10.1 | 2020.3.27 | 山田修作   | 望木聡子         | 望木聡子         | 望木聡子         | 望木聡子         | 望木聡子         |
| 2020.3.30 | 2023.9.29 | 山田修作   | 南雲穂波         | 南雲穂波         | 南雲穂波         | 南雲穂波         | 南雲穂波         |
| 2023.10.2 | 2024.9.27 | 山田修作   | 尾形杏奈         | 尾形杏奈         | 尾形杏奈         | 松崎杏香         | 松崎杏香         |
| 2024.9.30 | 現在      | 山田修作   | 尾形杏奈         | 尾形杏奈         | 尾形杏奈         | 尾形杏奈         | 尾形杏奈         |

| 期間      | 期間      | 月       | 火       | 水       | 木       | 金       |
| --------- | --------- | -------- | -------- | -------- | -------- | -------- |
| 2011.3.28 | 2012.3.30 | 倉橋友和 | 倉橋友和 | 倉橋友和 | 倉橋友和 | 倉橋友和 |
| 2012.4.2  | 2020.3.27 | 佐藤裕二 | 佐藤裕二 | 佐藤裕二 | 佐藤裕二 | 佐藤裕二 |
| 2020.3.30 | 2022.3.25 | 島貫凌   | 島貫凌   | 堂野浩久 | 堂野浩久 | 堂野浩久 |
| 2022.3.28 | 2023.9.29 | 島貫凌   | 島貫凌   | 濱田隼   | 濱田隼   | 濱田隼   |
| 2023.10.2 | 2024.9.27 | 竹田基起 | 島貫凌   | 島貫凌   | 島貫凌   | 島貫凌   |
| 2024.9.30 | 現在      | 大財英寿 | 大財英寿 | 島貫凌   | 島貫凌   | 島貫凌   |

| 期間      | 期間      | 月         | 火         | 水         | 木         | 金         |
| --------- | --------- | ---------- | ---------- | ---------- | ---------- | ---------- |
| 2011.3.28 | 2013.3.29 | 齋藤寿幸   | 齋藤寿幸   | 齋藤寿幸   | 齋藤寿幸   | 齋藤寿幸   |
| 2013.4.1  | 2016.4.1  | 竹田基起   | 竹田基起   | 竹田基起   | 竹田基起   | 竹田基起   |
| 2016.4.4  | 2020.3.27 | 上坂嵩     | 上坂嵩     | 上坂嵩     | 上坂嵩     | 上坂嵩     |
| 2020.3.30 | 2022.3.25 | 伊豆蔵将太 | 伊豆蔵将太 | 濱田隼     | 濱田隼     | 濱田隼     |
| 2022.3.28 | 2022.6.24 | 小松﨑花菜 | 小松﨑花菜 | 小松﨑花菜 | 伊豆蔵将太 | 伊豆蔵将太 |
| 2022.6.27 | 2023.3.31 | 小松﨑花菜 | 小松﨑花菜 | 小松﨑花菜 | 濱田隼     | 濱田隼     |
| 2023.4.3  | 2023.9.29 | 小松﨑花菜 | 島貫凌     | 小松﨑花菜 | 小松﨑花菜 | 濱田隼     |
| 2023.10.2 | 2024.3.29 | 小松﨑花菜 | 島貫凌     | 小松﨑花菜 | 南雲穂波   | 南雲穂波   |
| 2024.4.1  | 2024.9.27 | 石原ゆき子 | 島貫凌     | 島貫凌     | 島貫凌     | 島貫凌     |
| 2024.9.30 | 現在      | 大財英寿   | 大財英寿   | 島貫凌     | 島貫凌     | 島貫凌     |

#### メ〜テレを退社したアナウンサー
- 村瀬寛美 - 2012年3月まで 土曜 メインキャスター

- 齋藤寿幸○(当時) - 2013年3月まで 月〜金曜 エンタメキャスター

- 五月女結○(当時) - 2014年3月まで 月〜金曜 ニュースキャスター
- 徳重杏奈○(当時) - 2014年4月 - 月〜金曜 メインキャスター

- 金沢歩○(当時) - 2014年4月から2016年4月2日まで土曜日メインキャスター
- 塩尻奈都子○(当時) - 2018年9月まで 月〜金曜 お天気キャスター
- 伊豆蔵将太○（2020年3月30日 - 2022年6月24日）※メ〜テレ退社（転職）のため卒業
  - 2020年3月30日 - 2022年3月22日 月・火曜エンタメ担当
  - 2022年3月31日 - 木・金曜エンタメ担当

- 南雲穂波○（2019年8月 - 2024年3月29日）※メ〜テレ退社（結婚・引っ越し）のため卒業
  - 2020年3月30日 - 2023年9月29日 月〜金曜お天気コーナー担当
  - 2019年8月 - 2023年3月27日 金曜 コレクル担当
  - 2023年8月 - 、月曜 めっちゃ推しランキング担当
  - 2023年10月5日 - 2024年3月29日 木・金曜 サブMC

- 倉橋友和○(当時・現・記者)  - 2012年3月まで スポーツキャスター、2012年4月 - 2016年4月2日まで 土曜 メインキャスター2025年5月退社。

#### 異動したアナウンサー
当項目は、異動した後の担当も示す
- 濱田隼○ - 2020年3月17日（2020年3月27日 - 2023年9月29日）
  - 2020年3月27日まで リポーター
  - 2020年4月1日 - 2022年3月25日 水〜金曜 エンタメキャスター（4月13日 - 5月29日 全曜日担当）
  - 2022年3月30日 - 2023年9月29日 水〜金曜 スポーツキャスター
  - 2022年6月30日 - 2023年3月31日 木・金曜 エンタメキャスター（スポーツと兼務）
  - 2023年4月6日 - 2023年9月29日 金曜 エンタメキャスター（スポーツと兼務）
  - 2023年10月-ドデスカ+メインMC
- 西尾菜々美○（2020年10月5日 - ）
  - 2020年10月5日 - 2023年8月7日 月曜 ドデスペ！担当
  - 2021年3月29日 - 2022年3月23日 月・水曜 マチQ担当
  - 2022年3月28日 - 2023年9月26日 月・火曜 特集担当
  - 2023年10月-ドデスカ+ サブMC

- 上坂嵩 ○ （-2020年3月）
  - -2020年3月　月曜日から金曜日エンタメキャスター
  - 2021年-2023年　アップ!フィールドキャスター
  - 2023年-ドデスカ+ フィールドキャスター

- 堂野浩久○（2020年4月1日 - 2022年3月25日）※番組リニューアルのため卒業
  - 2020年4月1日 - 2022年3月25日 水〜金曜スポーツ担当
  - 2021年-ドデスカ!(土曜日)らしいの真相
- 神取恭子○(当時) - 2012年９月 土曜 エンタメキャスター
  - 2021年4月- アップ! ナレーター
  - 2023年10月　ドデスカ+ ナレーター

- 望木聡子○（2018年10月1日 - 2022年3月25日）
  - 2018年10月1日 - 2020年3月27日 月〜金曜お天気担当
  - 2020年3月30日 - 2022年3月25日 サブMC・ニュース担当
  - 2022年4月-メーロメロアンバサダー
  - 2023年10月-ドデスカ!+ 中継リポーター
  - 2024年4月-ドデスカ+ 火曜サブMC

- 井上裕衣 （当時・現・記者）- レポーター、2019年6月末にアナウンサーから記者への異動を機に降板したが、2019年7月以降も記者としてニュース映像中のレポートを担当することもある。

#### 育休中のアナウンサー
- 鈴木しおり○ - 2014年3月まで 月〜金曜 メインキャスター

### コメンテーター
| 期間      | 期間      | 月曜       | 月曜   | 月曜     | 月曜     | 火曜       | 火曜     | 火曜     | 水曜     | 水曜   | 木曜       | 木曜     | 木曜         | 金曜       | 金曜     |
| --------- | --------- | ---------- | ------ | -------- | -------- | ---------- | -------- | -------- | -------- | ------ | ---------- | -------- | ------------ | ---------- | -------- |
| 2024.4.1  | 2024.9.27 | 浅尾美和   | 森田豊 | 正木裕美 | (不在)   | 遼河はるひ | 品田英雄 | 河合郁人 | 井戸田潤 | 岸博幸 | 須田亜香里 | 萱野稔人 | 横山だいすけ | 小椋久美子 | 丸田佳奈 |
| 2024.9.30 | 現在      | 小椋久美子 | 石田健 | 正木裕美 | 辻愛沙子 | 遼河はるひ | 品田英雄 | 河合郁人 | 井戸田潤 | 岸博幸 | 須田亜香里 | 萱野稔人 | (不在)       | 浅尾美和   | 丸田佳奈 |

#### 過去のコメンテーター
⬛︎は故人。
- 八塩圭子 - 月曜日、2012年3月まで
- 板東英二 - 月曜日、2012年12月まで
- 武田美保 - 月曜日、2013年4月から2014年12月まで
- 武田邦彦 - 月曜日、2013年1月から2015年3月まで
- 山田まりや - 火曜日、2012年9月まで水曜日（2013年3月まで産休）
- 大桃美代子 - 火曜日、山田まりや産休の為交代、2014年3月まで
- 浅田舞 -（愛知県名古屋市出身） 火曜日、2014年10月から2016年3月まで
- 高橋ジョージ - 木曜日、2012年3月まで隔週出演。同年4月から2014年3月まで毎週出演。
- 清水ミチコ(岐阜県高山市出身） - 隔週木曜日、2012年3月まで
- おすぎ - 金曜日、2016年3月まで
- 内田忠男 - 金曜日、2016年3月まで
- 梨元麻里奈 - 火曜日の芸能、2012年3月まで
- 中西哲生 -（愛知県名古屋市出身） 隔週土曜日
- フィフィ - 同上
- 白石克孝（龍谷大学 法学部教授） - 同上
- 金子達仁（スポーツライター） - 同上
- 若山滋（中京大学 客員教授） - 同上
- 今中慎二 - 土曜日のスポーツ、2011年12月まで
- 井上一樹 - 土曜日のスポーツ、2014年4月から
- 六郷孝也（朝日新聞名古屋本社編集局 編集委員） - 2014年3月まで水曜日、2014年4月から2016年4月2日まで土曜日
- 篠田恵里香（アディーレ法律事務所） - 2016年4月2日まで土曜日
- 内田俊宏（三菱UFJリサーチ&コンサルティング エコノミスト） - 同上
- 川鰭市郎（長良医療センター 産科医） - 同上
- 伊藤聡子 - 2015年3月まで木曜日、2015年4月から2016年4月2日まで土曜日
- 赤井勝 - 2015年4月から2016年4月2日まで土曜日
- おおたわ史絵 - 2014年4月から2016年12月20日まで水曜日
- 春香クリスティーン - 2015年1月から2017年3月27日まで月曜日、2017年4月から9月28日まで木曜日
- 安彦拓郎 - 水曜日の芸能（2016年4月から2019年3月まで）
- 湯山玲子 - 2016年11月から2020年3月25日まで水曜日
- 江口ともみ - 2020年3月まで金曜日隔週出演、2015年3月までは土曜コメンテーター
- 松本佳子 - 金曜日の芸能（2020年3月まで出演、様2014年3月までは月曜日に出演、2015年4月から2016年3月まで水曜日と金曜日）
- 小倉隆史（三重県鈴鹿市出身） - 2019年4月から2020年9月11日隔週金曜日出演
- 平野早矢香 - 2020年9月22日まで火曜日出演
- 本村健太郎 - 開始から2021年3月22日まで隔週火曜日出演
- 福田彩乃-（愛知県豊田市出身）- 2020年7月3日から9月24日まで隔週金曜日出演[注釈 4]　2020年10月から2021年9月23日まで隔週木曜日。
- 山根佐由里 -（三重県度会郡度会町出身）- 2019年3月29日から2020年9月まで隔週金曜日出演、2020年10月から2022年2月3日まで隔週火曜日出演
- 山田美保子 - 2012年3月まで月曜、2014年3月まで水曜、2014年4月から2020年9月24日木曜を担当、2020年9月30日から2023年3月29日まで水曜を担当（芸能兼任）2025年3月までドデスカ+で芸能コメンテーターを担当していた。
- 足立梨花 -（三重県三重郡菰野町育ち）- 2022年4月から2024年3月7日まで隔週木曜日出演（2022年4月までは不定期出演）
- パックン - 2023年3月16日から2024年3月14日まで隔週木曜日出演
- はるな愛 - 2016年4月8日から2024年3月29日まで隔週金曜日出演
- ⬛︎森永卓郎 - 2016年4月から2024年3月29日まで金曜日出演
- 森田豊 -  2015年3月30日 -2024年9月16日まで月曜日出演
- 横山だいすけ - 2022年1月6日 -2024年9月26日まで木曜日出演

#### 現在別の番組に出演しているコメンテーター
ドデスカ+ 出演中
- 犬山紙子 - 2016年4月12日から11月、2017年4月25日から2019年2月まで火曜
- 三輪記子 - 2020年4月から2020年9月30日まで水曜日出演

#### 芸能コメンテーター
- 中島亨兵 - 芸能ご意見番（2014年4月から、2017年から2019年まで金曜日担当）
- 坂野敬人 - 火曜日（2012年4月から2023年3月28日まで）

#### キャスター→ コメンテーター
- 佐藤裕二○ - 7時台のみ出演。番組開始から2020年3月27日まではメインキャスター、2016年4月4日からメインキャスター降板までスポーツキャスターを兼任していた。2020年4月13日より新型コロナウイルス対応で『アップ!』を担当するため出演休止中だったが2020年8月3日より『アップ！』のメインキャスターに正式就任して番組を離れ10月2日をもって正式に降板となった）

#### リポーター
- 小宮悦子 - 毎月第3木曜日、2014年3月まで（小宮悦子の東海の歩き方）
- 照英 - 月曜日から金曜日、2014年4月から9月まで（熱血!照英先生）

#### ナレーター
- 日比野正裕 - 開始から2020年3月27日まで

| 放送日   | 放送日 | 放送日   | 2024年度のコメンテーター | 2024年度のコメンテーター | 2024年度のコメンテーター | 2024年度のコメンテーター | 2024年度のコメンテーター | 2024年度のコメンテーター | 2024年度のコメンテーター |
| 放送日   | 放送日 | 放送日   | 月曜                     | 月曜                     | 火曜                     | 水曜                     | 水曜                     | 木曜                     | 金曜                     |
| -------- | ------ | -------- | ------------------------ | ------------------------ | ------------------------ | ------------------------ | ------------------------ | ------------------------ | ------------------------ |
| 2024年度 | 4月    | 1日〜5日 | 浅尾美和                 | 浅尾美和                 | 遼河はるひ               | 井戸田潤                 | 井戸田潤                 | 須田亜香里               | 小椋久美子               |
| 2024年度 | 4月    | 8〜13日  | 石田健                   | 石田健                   | 品田英雄                 | 井戸田潤                 | 井戸田潤                 | 萱野稔人                 | 丸田佳奈                 |
| 2024年度 | 4月    | 15〜19日 | 浅尾美和                 | 浅尾美和                 | 遼河はるひ               | 岸博幸                   | 岸博幸                   | 須田亜香里               | 小椋久美子               |
| 2024年度 | 4月    | 22〜26日 | 石田健                   | 石田健                   | 河合郁人                 | 井戸田潤                 | 井戸田潤                 | 横山だいすけ             | 丸田佳奈                 |
| 2024年度 | 5月    | 29〜4日  | 正木裕美                 | 森田豊                   | 岸博幸                   | 井戸田潤                 | 井戸田潤                 | 須田亜香里               | 鈴木明子                 |
| 2024年度 | 5月    | 6〜12日  | 石田健                   | 石田健                   | 遼河はるひ               | 井戸田潤                 | 井戸田潤                 | 萱野稔人                 | 丸田佳奈                 |
| 2024年度 | 5月    | 13〜17日 | 浅尾美和                 | 浅尾美和                 | 品田英雄                 | 岸博幸                   | 岸博幸                   | 須田亜香里               | 小椋久美子               |
| 2024年度 | 5月    | 20〜24日 | 正木裕美                 | 森田豊                   | 遼河はるひ               | 井戸田潤                 | 井戸田潤                 | 横山だいすけ             | 丸田佳奈                 |
| 2024年度 | 5月    | 27〜31日 | 浅尾美和                 | 浅尾美和                 | 河合郁人                 | 岸博幸                   | 岸博幸                   | 萱野稔人                 | 小椋久美子               |
| 2024年度 | 6月    | 3〜7日   | 石田健                   | 石田健                   | 遼河はるひ               | 井戸田潤                 | 井戸田潤                 | 須田亜香里               | 丸田佳奈                 |
| 2024年度 | 6月    | 10〜14日 | 浅尾美和                 | 浅尾美和                 | 品田英雄                 | 井戸田潤                 | 井戸田潤                 | 萱野稔人                 | 小椋久美子               |
| 2024年度 | 6月    | 16〜21日 | 正木裕美                 | 森田豊                   | 遼河はるひ               | 岸博幸                   | 岸博幸                   | 須田亜香里               | 丸田佳奈                 |
| 2024年度 | 6月    | 24〜28日 | 浅尾美和                 | 浅尾美和                 | 河合郁人                 | 井戸田潤                 | 井戸田潤                 | 横山だいすけ             | 小椋久美子               |
| 2024年度 | 7月    | 1〜5日   | 石田健                   | 石田健                   | 遼河はるひ               | 井戸田潤                 | 井戸田潤                 | 須田亜香里               | 丸田佳奈                 |
| 2024年度 | 7月    | 8〜12日  | 浅尾美和                 | 浅尾美和                 | 品田英雄                 | 井戸田潤                 | 井戸田潤                 | 萱野稔人                 | 小椋久美子               |
| 2024年度 | 7月    | 15〜19日 | 正木裕美                 | 森田豊                   | 遼河はるひ               | 岸博幸                   | 岸博幸                   | 須田亜香里               | 丸田佳奈                 |
| 2024年度 | 7月    | 22〜26日 | 浅尾美和                 | 浅尾美和                 | 河合郁人                 | 井戸田潤                 | 井戸田潤                 | 横山だいすけ             | 岸博幸                   |
| 2024年度 | 8月    | 29〜2日  | 石田健                   | 石田健                   | 遼河はるひ               | 井戸田潤                 | 井戸田潤                 | 須田亜香里               | 丸田佳奈                 |
| 2024年度 | 8月    | 5〜9日   | 石田健                   | 石田健                   | 遼河はるひ               | 岸博幸                   | 岸博幸                   | 萱野稔人                 | 小椋久美子               |
| 2024年度 | 8月    | 12〜16日 | 浅尾美和                 | 浅尾美和                 | 品田英雄                 | 井戸田潤                 | 井戸田潤                 | 須田亜香里               | 丸田佳奈                 |
| 2024年度 | 8月    | 19〜23日 | 正木裕美                 | 森田豊                   | 遼河はるひ               | 井戸田潤                 | 井戸田潤                 | 横山だいすけ             | 小椋久美子               |
| 2024年度 | 8月    | 26〜30日 | 浅尾美和                 | 浅尾美和                 | 河合郁人                 | 井戸田潤                 | 井戸田潤                 | 萱野稔人                 | 丸田佳奈                 |
| 2024年度 | 9月    | 2〜6日   | 石田健                   | 石田健                   | 遼河はるひ               | 井戸田潤                 | 井戸田潤                 | 萱野稔人                 | 小椋久美子               |
| 2024年度 | 9月    | 9〜13日  | 浅尾美和                 | 浅尾美和                 | 品田英雄                 | 井戸田潤                 | 井戸田潤                 | 萱野稔人                 | 丸田佳奈                 |
| 2024年度 | 9月    | 16〜20日 | 正木裕美                 | 森田豊                   | 遼河はるひ               | 岸博幸                   | 岸博幸                   | 須田亜香里               | 小椋久美子               |
| 2024年度 | 9月    | 23〜27日 | 浅尾美和                 | 浅尾美和                 | 河合郁人                 | 井戸田潤                 | 井戸田潤                 | 横山だいすけ             | 岸博幸                   |
| 2024年度 | 10月   | 30〜4日  | 石田健                   | 石田健                   | 遼河はるひ               | 井戸田潤                 | 井戸田潤                 | 須田亜香里               | 浅尾美和                 |
| 2024年度 | 10月   | 7〜11日  | 小椋久美子               | 小椋久美子               | 品田英雄                 | 井戸田潤                 | 井戸田潤                 | 萱野稔人                 | 丸田佳奈                 |
| 2024年度 | 10月   | 14〜18日 | 辻愛沙子                 | 辻愛沙子                 | 遼河はるひ               | 岸博幸                   | 岸博幸                   | 須田亜香里               | 浅尾美和                 |
| 2024年度 | 10月   | 21〜25日 | 小椋久美子               | 正木裕美                 | 河合郁人                 | 井戸田潤                 | 井戸田潤                 | 萱野稔人                 | 丸田佳奈                 |
| 2024年度 | 11月   | 28〜1日  | 石田健                   | 石田健                   | 岸博幸                   | 井戸田潤                 | 井戸田潤                 | 須田亜香里               | 浅尾美和                 |
| 2024年度 | 11月   | 4〜8日   | 小椋久美子               | 小椋久美子               | 遼河はるひ               | 井戸田潤                 | 井戸田潤                 | 須田亜香里               | 丸田佳奈                 |
| 2024年度 | 11月   | 11〜15日 | 辻愛沙子                 | 辻愛沙子                 | 品田英雄                 | 井戸田潤                 | 井戸田潤                 | 萱野稔人                 | 浅尾美和                 |
| 2024年度 | 11月   | 19〜22日 | 小椋久美子               | 正木裕美                 | 遼河はるひ               | 岸博幸                   | 岸博幸                   | 須田亜香里               | 丸田佳奈                 |
| 2024年度 | 11月   | 25〜29日 | 石田健                   | 石田健                   | 河合郁人                 | 井戸田潤                 | 小笠原慎之介             | 萱野稔人                 | 岸博幸                   |
| 2024年度 | 12月   | 2〜6日   | 小椋久美子               | 小椋久美子               | 遼河はるひ               | 井戸田潤                 | 村松開人                 | 須田亜香里               | 丸田佳奈                 |
| 2024年度 | 12月   | 9〜13日  | 辻愛沙子                 | 辻愛沙子                 | 品田英雄                 | 井戸田潤                 | 井戸田潤                 | 萱野稔人                 | 浅尾美和                 |
| 2024年度 | 12月   | 16〜20日 | 小椋久美子               | 正木裕美                 | 遼河はるひ               | 岸博幸                   | 岸博幸                   | 須田亜香里               | 丸田佳奈                 |
| 2024年度 | 12月   | 23〜27日 | 石田健                   | 石田健                   | 河合郁人                 | 井戸田潤                 | 井戸田潤                 | 萱野稔人                 | 浅尾美和                 |
| 2024年度 | 1月    | 6〜10日  | 正木裕美                 | 正木裕美                 | 遼河はるひ               | 井戸田潤                 | 井戸田潤                 | 須田亜香里               | 浅尾美和                 |
| 2024年度 | 1月    | 13〜17日 | 辻愛沙子                 | 辻愛沙子                 | 品田英雄                 | 岸博幸                   | 岸博幸                   | 萱野稔人                 | 丸田佳奈                 |
| 2024年度 | 1月    | 20〜24日 | 小椋久美子               | 小椋久美子               | 遼河はるひ               | 井戸田潤                 | 井戸田潤                 | 須田亜香里               | 浅尾美和                 |
| 2024年度 | 1月    | 27〜31日 | 石田健                   | 石田健                   | 河合郁人                 | 井戸田潤                 | 井戸田潤                 | 萱野稔人                 | 丸田佳奈                 |
| 2024年度 | 2月    | 3〜7日   | 小椋久美子               | 小椋久美子               | 遼河はるひ               | 井戸田潤                 | 井戸田潤                 | 須田亜香里 岸博幸        | 浅尾美和                 |
| 2024年度 | 2月    | 10〜14日 | 辻愛沙子                 | 辻愛沙子                 | 品田英雄                 | 井戸田潤                 | 井戸田潤                 | 萱野稔人                 | 丸田佳奈                 |
| 2024年度 | 2月    | 17〜21日 | 小椋久美子               | 正木裕美                 | 遼河はるひ               | 岸博幸                   | 岸博幸                   | 須田亜香里               | 浅尾美和                 |
| 2024年度 | 2月    | 24〜28日 | 石田健                   | 石田健                   | 河合郁人                 | 井戸田潤                 | 井戸田潤                 | 萱野稔人                 | 丸田佳奈                 |
| 2024年度 | 3月    | 3〜7日   | 小椋久美子               | 小椋久美子               | 遼河はるひ               | 井戸田潤                 | 井戸田潤                 | 須田亜香里 岸博幸        | 浅尾美和                 |
| 2024年度 | 3月    | 10〜14日 | 辻愛沙子                 | 辻愛沙子                 | 品田英雄                 | 井戸田潤                 | 井戸田潤                 | 萱野稔人                 | 丸田佳奈                 |
| 2024年度 | 3月    | 17〜21日 | 小椋久美子               | 正木裕美                 | 遼河はるひ               | 岸博幸                   | 岸博幸                   | 須田亜香里               | 浅尾美和                 |
| 2024年度 | 3月    | 24〜28日 | 石田健                   | 石田健                   | 河合郁人                 | 井戸田潤                 | 井戸田潤                 | 萱野稔人                 | 丸田佳奈                 |

| 放送日   | 放送日        | 放送日          | 2025年度のコメンテーター | 2025年度のコメンテーター | 2025年度のコメンテーター | 2025年度のコメンテーター | 2025年度のコメンテーター | 2025年度のコメンテーター | 2025年度のコメンテーター | 2025年度のコメンテーター |
| 放送日   | 放送日        | 放送日          | 月曜                     | 月曜                     | 火曜                     | 水曜                     | 水曜                     | 木曜                     | 木曜                     | 金曜                     |
| -------- | ------------- | --------------- | ------------------------ | ------------------------ | ------------------------ | ------------------------ | ------------------------ | ------------------------ | ------------------------ | ------------------------ |
| 2025年度 | 3月31日－4月  | 3月31日〜4月4日 | 小椋久美子               | 小椋久美子               | 遼河はるひ               | 井戸田潤                 | 井戸田潤                 | 岸博幸                   | 須田亜香里               | 浅尾美和                 |
| 2025年度 | 3月31日－4月  | 7〜11日         | 小椋久美子               | 小椋久美子               | 品田英雄                 | 井戸田潤                 | 井戸田潤                 | 萱野稔人                 | 萱野稔人                 | 丸田佳奈                 |
| 2025年度 | 3月31日－4月  | 14日〜18日      | 辻愛沙子                 | 辻愛沙子                 | 遼河はるひ               | 井戸田潤                 | 井戸田潤                 | 岸博幸                   | 須田亜香里               | 浅尾美和                 |
| 2025年度 | 3月31日－4月  | 21日〜25日      | 小椋久美子               | 正木裕美                 | 河合郁人                 | 井戸田潤                 | 井戸田潤                 | 萱野稔人                 | 萱野稔人                 | 丸田佳奈                 |
| 2025年度 | 4月28日－5月  | 4月28〜5月2日   | 石田健                   | 石田健                   | 遼河はるひ               | 井戸田潤                 | 井戸田潤                 | 岸博幸                   | 須田亜香里               | 浅尾美和                 |
| 2025年度 | 4月28日－5月  | 5日〜9日        | 辻愛沙子                 | 辻愛沙子                 | 遼河はるひ               | 井戸田潤                 | 井戸田潤                 | 萱野稔人                 | 萱野稔人                 | 丸田佳奈                 |
| 2025年度 | 4月28日－5月  | 12日〜16日      | 辻愛沙子                 | 辻愛沙子                 | 品田英雄                 | 井戸田潤                 | 井戸田潤                 | 岸博幸                   | 須田亜香里               | 浅尾美和                 |
| 2025年度 | 4月28日－5月  | 19日〜23日      | 小椋久美子               | 正木裕美                 | 遼河はるひ               | 井戸田潤                 | 井戸田潤                 | 萱野稔人                 | 萱野稔人                 | 丸田佳奈                 |
| 2025年度 | 4月28日－5月  | 26日〜30日      | 石田健                   | 石田健                   | 河合郁人                 | 井戸田潤                 | 井戸田潤                 | 須田亜香里               | 須田亜香里               | 浅尾美和                 |
| 2025年度 | 6月           | 6月2〜6日       | 石田健                   | 石田健                   | 遼河はるひ               | 井戸田潤                 | 井戸田潤                 | 須田亜香里               | 須田亜香里               | 丸田佳奈                 |
| 2025年度 | 6月           | 9日〜13日       | 辻愛沙子                 | 辻愛沙子                 | 品田英雄                 | 井戸田潤                 | 井戸田潤                 | 萱野稔人                 | 萱野稔人                 | 浅尾美和                 |
| 2025年度 | 6月           | 16日〜20日      | 小椋久美子               | 正木裕美                 | 遼河はるひ               | 井戸田潤                 | 井戸田潤                 | 須田亜香里               | 須田亜香里               | 丸田佳奈                 |
| 2025年度 | 6月           | 23日〜27日      | 石田健                   | 石田健                   | 河合郁人                 | 井戸田潤                 | 井戸田潤                 | 萱野稔人                 | 萱野稔人                 | 浅尾美和                 |
| 2025年度 | 6月30日 - 7月 | 6月30日〜7月4日 | 小椋久美子               | 小椋久美子               | 遼河はるひ               | 井戸田潤                 | 井戸田潤                 | 須田亜香里               | 須田亜香里               | 丸田佳奈                 |
| 2025年度 | 6月30日 - 7月 | 7日〜11日       | 小椋久美子               | 小椋久美子               | 品田英雄                 | 井戸田潤                 | 井戸田潤                 | 萱野稔人                 | 萱野稔人                 | 浅尾美和                 |
| 2025年度 | 6月30日 - 7月 | 14日〜18日      | 石田健                   | 石田健                   | 遼河はるひ               | 井戸田潤                 | 井戸田潤                 | 須田亜香里               | 須田亜香里               | 丸田佳奈                 |
| 2025年度 | 6月30日 - 7月 | 21日〜25日      | 小椋久美子               | 正木裕美                 | 河合郁人                 | 井戸田潤                 | 井戸田潤                 | 萱野稔人                 | 萱野稔人                 | 浅尾美和                 |
| 2025年度 | 7月28日－8月  | 28日〜8月1日    | 辻愛沙子                 | 辻愛沙子                 | 遼河はるひ               | 井戸田潤                 | 井戸田潤                 | 須田亜香里               | 須田亜香里               | 丸田佳奈                 |
| 2025年度 | 7月28日－8月  | 4日〜8日        | 小椋久美子               | 小椋久美子               | 遼河はるひ               | 井戸田潤                 | 井戸田潤                 | 須田亜香里               | 須田亜香里               | 浅尾美和                 |
| 2025年度 | 7月28日－8月  | 11日〜15日      | 辻愛沙子                 | 辻愛沙子                 | 品田英雄                 | 井戸田潤                 | 井戸田潤                 | 萱野稔人                 | 萱野稔人                 | 丸田佳奈                 |
| 2025年度 | 7月28日－8月  | 18日〜22日      | 小椋久美子               | 正木裕美                 | 遼河はるひ               | 井戸田潤                 | 井戸田潤                 |                          |                          |                          |

## 代打
ここに表記するものは2024年以降のもの。太字は担当変更者

### 2024年
- 2月13日〜16日 島貫が冬休みのため、担当を一部変更。[12]

| 13日（火） | 14日（水） | 15日（木） | 16日（金） |
| スポーツ   | スポーツ   | スポーツ   | スポーツ   |
| ---------- | ---------- | ---------- | ---------- |
| 竹田基起   | 竹田基起   | 尾形杏奈   | 尾形杏奈   |
| エンタメ   |            |            |            |
| 松崎杏香   | 松崎杏香   | 南雲穂波   | 南雲穂波   |

- 2月19日〜23日 竹田が冬休みのため、担当を一部変更。

| 19日（月） | 20日（火） | 21日（水） | 22日（木） | 23日（金） |
| メインMC   | メインMC   | メインMC   | メインMC   | メインMC   |
| ---------- | ---------- | ---------- | ---------- | ---------- |
| 島津咲苗   |            |            |            |            |
| サブMC     |            |            |            |            |
| 南雲穂波   |            |            |            |            |
| 小松﨑花菜 | 小松﨑花菜 | 小松﨑花菜 | （不在）   | （不在）   |
| ニュース   |            |            |            |            |
| 小松﨑花菜 | 南雲穂波   | 小松﨑花菜 | 南雲穂波   | 南雲穂波   |
| スポーツ   |            |            |            |            |
| 島貫凌     |            |            |            |            |
| エンタメ   |            |            |            |            |
| 南雲穂波   | 島貫凌     | 南雲穂波   | 島貫凌     | 島貫凌     |

- 2月26日〜3月1日 島津が冬休みのため、担当を一部変更。[13]

| 26日（月）        | 27日（火） | 28日（水） | 29日（木） | 1日（金） |
| メインMC          | メインMC   | メインMC   | メインMC   | メインMC  |
| ----------------- | ---------- | ---------- | ---------- | --------- |
| 竹田基起          |            |            |            |           |
| サブMC            |            |            |            |           |
| 南雲穂波          |            |            |            |           |
| 小松﨑花菜        | 小松﨑花菜 | 小松﨑花菜 | （不在）   | （不在）  |
| ニュース          |            |            |            |           |
| 小松﨑花菜        | 南雲穂波   | 小松﨑花菜 | 南雲穂波   | 南雲穂波  |
| エンタメ          |            |            |            |           |
| 松崎杏香          | 島貫凌     | 島貫凌     | 松崎杏香   | 松崎杏香  |
| 天気              |            |            |            |           |
| 尾形杏奈 山田修作 |            |            |            |           |

- 2024年3月4日〜8日 小松﨑が冬休みのため、担当を一部変更。

| 4日（月）         | 5日（火） | 6日（水） | 7日（木） | 8日（金） |
| メインMC          | メインMC  | メインMC  | メインMC  | メインMC  |
| ----------------- | --------- | --------- | --------- | --------- |
| 竹田基起          |           |           |           |           |
| サブMC            |           |           |           |           |
| 島津咲苗 南雲穂波 |           |           |           |           |
| エンタメ          |           |           |           |           |
| 南雲穂波          | 島貫凌    | 島貫凌    | 南雲穂波  | 南雲穂波  |

- 2024年3月11日〜15日 南雲が冬休みのため、担当を一部変更。

| 11日（月） | 12日（火） | 13日（水） | 14日（木） | 15日（金） |
| メインMC   | メインMC   | メインMC   | メインMC   | メインMC   |
| ---------- | ---------- | ---------- | ---------- | ---------- |
| 竹田基起   |            |            |            |            |
| サブMC     |            |            |            |            |
| 島津咲苗   |            |            |            |            |
| 小松﨑花菜 | 小松﨑花菜 | 小松﨑花菜 | （不在）   | （不在）   |
| エンタメ   |            |            |            |            |
| 小松崎花菜 | 小松崎花菜 | 小松崎花菜 | 尾形杏奈   | 尾形杏奈   |

- 2024年3月26日・27日 竹田が体調不良のため欠席。担当を一部変更。

| 26日（月） | 27日（火） |          |
| メインMC   | メインMC   |          |
| ---------- | ---------- | -------- |
| 島津咲苗   |            |          |
| サブMC     |            |          |
| 小松﨑花菜 | 島貫凌     |          |
| 小松﨑花菜 | 島貫凌     | スポーツ |
| 島貫凌     | 尾形杏奈   |          |
| エンタメ   |            |          |
| 島貫凌     | （不在）   |          |
| お天気     |            |          |
| 尾形杏奈   | 松崎杏香   |          |

- 2024年7月1日〜3日 尾形が休演のため、担当を一部変更。

| 1日（月） | 2日（火） | 3日（水） |
| メインMC  | メインMC  | メインMC  |
| --------- | --------- | --------- |
| 竹田基起  |           |           |
| サブMC    |           |           |
| 島津咲苗  |           |           |
| 天気      |           |           |
| 松崎杏香  |           |           |

- 2024年8月12日・13日 尾形が休演のため、担当を一部変更。また12日は振替休日により、竹田も休演だったため、MC陣の変更もある。

| 12日（月） | 13日（火） |
| メインMC   | メインMC   |
| ---------- | ---------- |
| 島津咲苗   | 竹田基起   |
| サブMC     |            |
| 島貫陵     | 島津咲苗   |
| お天気     |            |
| 松崎杏香   |            |

- 2024年8月26日〜31日 山田・島貫が夏休みのため、以下の通りに変更。天気は、基本的には尾形・松崎が解説したが、台風10号についての解説は、臨時の気象予報士を呼んで対応した。

| 26日（月） | 27日（火） | 28日（水） | 29日（木） | 30日（金） |
| スポーツ   | スポーツ   | スポーツ   | スポーツ   | スポーツ   |
| ---------- | ---------- | ---------- | ---------- | ---------- |
| 大財英寿   |            |            |            |            |
| エンタメ   |            |            |            |            |
| 石原ゆき子 | 松崎杏香   | 松崎杏香   | 尾形杏奈   | 尾形杏奈   |
| お天気     |            |            |            |            |
| 尾形杏奈   | 尾形杏奈   | 尾形杏奈   | 松崎杏香   | 松崎杏香   |
| 永井友理   |            |            |            |            |

- 2024年9月2日〜 島津が夏休みのため休演。担当を一部変更。

| 2日（月）  | 3日（火）  | 4日（水） | 5日（木）  |
| メインMC   | メインMC   | メインMC  | メインMC   |
| ---------- | ---------- | --------- | ---------- |
| 竹田基起   |            |           |            |
| サブMC     |            |           |            |
| 小松崎花菜 | 小松崎花菜 | 尾形杏奈  | 小松崎花菜 |
| 中継       |            |           |            |
| （不在）   | （不在）   | （不在）  | 尾形杏奈   |
| お天気     |            |           |            |
| 尾形杏奈   | 尾形杏奈   | 松崎杏香  | 松崎杏香   |
| 山田修作   |            |           |            |

- 2024年9月9日〜 竹田が夏休みのため休演。担当を一部変更。

|            | 9日（月）  | 10日（火） | 11日（水） | 12日(木)   | 13日（金） |
| ---------- | ---------- | ---------- | ---------- | ---------- | ---------- |
| メインMC   | 島津咲苗   | 島津咲苗   | 島津咲苗   | 島津咲苗   | 島津咲苗   |
| サブMC     | 島貫陵     | 島貫陵     | 島貫陵     | 小松﨑花菜 | 小松﨑花菜 |
| ニュース   | 島津咲苗   | 島津咲苗   | 島津咲苗   | 小松﨑花菜 | 小松﨑花菜 |
| 中継       | （不在）   | （不在）   | （不在）   | 尾形杏奈   | （不在）   |
| エンタメ   | 石原ゆき子 | 松崎杏香   | 松崎杏香   | 島貫陵     | 島貫陵     |
| お天気     | 尾形杏奈   | 尾形杏奈   | 尾形杏奈   | 松崎杏香   | 松崎杏香   |
| 気象予報士 | 山田修作   | 山田修作   | 山田修作   | 山田修作   | 山田修作   |

- 2024年9月18日 - 松崎が夏休みのため休演。担当を一部変更。

| 18日（木） | 19日（金)  |
| メインMC   | メインMC   |
| ---------- | ---------- |
| 竹田基起   |            |
| サブMC     |            |
| 島津咲苗   | 小松崎花菜 |
| お天気     |            |
| 尾形杏奈   |            |

- 2024年10月14日 - 石原ゆき子が休演のため、ドデスカ+ナレーター担当の神取恭子が担当した。

- 2024年10月28日 - 島津が、ドデスカ選挙出演のため休演。担当を一部変更。尚、尾形杏奈のあーんな写真は休止した。

| 28日（月） |
| メインMC   |
| ---------- |
| 竹田基起   |
| サブMC     |
| 尾形杏奈   |
| スポーツ   |
| 大財英寿   |
| お天気     |
| 松崎杏香   |
| 山田修作   |

- 2024年10月30日 - 竹田が我がマチ撮レジャーにて「間違えたら何でもする」と言っており、実際に間違えた。その罰ゲームとして、尾形がやってほしいことをやっていた。それにより、担当を一部変更。（尚、基本的な担当は変わらない）

| 6時代        | 7時台          |
| サブMC       | モーニング紹介 |
| ------------ | -------------- |
| 島津咲苗     |                |
| スタジオ挨拶 | モーニング予告 |
| 尾形杏奈     | 竹田基起       |
| お天気       | ツッコミ       |
| 竹田基起     | 井戸田潤       |

- 2024年10月31日 - 小松崎が遅めの夏休みにより休演。担当を一部変更。

| 31日（木） | 1日（金） |
| メインMC   | メインMC  |
| ---------- | --------- |
| 竹田基起   |           |
| サブMC     |           |
| 島津咲苗   |           |
| 中継       |           |
| 松崎杏香   | （不在）  |
| お天気     |           |
| 尾形杏奈   |           |

- 2024年12月26日 - 島貫が休演。担当を一部変更。

| 26日（木） | 27日（金） |
| スポーツ   | スポーツ   |
| ---------- | ---------- |
| 竹田基起   |            |
| エンタメ   |            |
| 松崎杏香   |            |

### 2025年
- 1月10日-島貫が休演のため担当変更。尚、当日の尾形の中継は急遽名古屋駅前に変更された。

| 10日（金）                             |
| スポーツ                               |
| -------------------------------------- |
| 大雪の情報を伝えるため、コーナーなし。 |
| エンタメ                               |
| 石原ゆき子                             |

- 2月5日-大雪情報を伝えるため担当変更。尾形は名古屋駅前から、島貫は7時台から高速道路の中継に入った。

| 5日（水）  |
| スポーツ   |
| ---------- |
| 島貫凌     |
| エンタメ   |
| 石原ゆき子 |
| 間違い探し |
| 竹田基起   |
| 中継       |
| 尾形杏奈   |
| 島貫凌     |

- 2月10日-大財が国府宮はだか祭の中継のため、担当変更。また、島貫が冬休みのため、休演。担当を一部変更。尚、2月11日は祝日のため、担当の変更もある。また、13日の中継担当も変更がある。

| 10日（月） | 11日（火） | 12日（水） | 13日（木） | 14日（金）       |
| メインMC   | メインMC   | メインMC   | メインMC   | メインMC         |
| ---------- | ---------- | ---------- | ---------- | ---------------- |
| 竹田基起   | 島津咲苗   | 竹田基起   | 竹田基起   | 竹田基起         |
| サブMC     |            |            |            |                  |
| 島津咲苗   | 小松崎花菜 | 島津咲苗   | 島津咲苗   | 小松崎花菜       |
| スポーツ   |            |            |            |                  |
| 竹田基起   | 大財英寿   | 大財英寿   | 大財英寿   | 竹田基起         |
| エンタメ   |            |            |            |                  |
| 石原ゆき子 | 大財英寿   | 大財英寿   | 大財英寿   | 石原ゆき子       |
| 間違い探し |            |            |            |                  |
| 竹田基起   | 大財英寿   | 大財英寿   | 大財英寿   | （コーナーなし） |
| 天気       |            |            |            |                  |
| 尾形杏奈   | 松崎杏香   | 尾形杏奈   | 尾形杏奈   | 尾形杏奈         |
| 中継       |            |            |            |                  |
| 大財英寿   | （不在）   | （不在）   | 松崎杏香   | （不在）         |

- 2月19日-島貫が休演。また、小松崎が冬休みのため、担当を一部変更。尚、21日は、沖縄キャンプの情報を伝えるため、VTR及びコーナーに浅尾美和が出演している。その影響でどうぶつZOO鑑は休止している。

| 19日（水） | 20日（木） | 21日（金） |
| メインMC   | メインMC   | メインMC   |
| ---------- | ---------- | ---------- |
| 竹田基起   |            |            |
| サブMC     |            |            |
| 島津咲苗   |            |            |
| スポーツ   |            |            |
| 竹田基起   | 島貫凌     | 島貫凌     |
| 井戸田不在 | （不在）   | 浅尾美和   |
| エンタメ   |            |            |
| 石原ゆき子 | 島貫凌     | 島貫凌     |
| 中継       |            |            |
| （不在）   | 松崎杏香   | （不在）   |

- 2月24日〜 竹田が冬休みのため休演。担当を一部変更。尚、24日は祝日により、担当の変更もある。

| 24日（月） | 25日（火） | 26日（水） | 27日（木） |
| メインMC   | メインMC   | メインMC   | メインMC   |
| ---------- | ---------- | ---------- | ---------- |
| 島津咲苗   |            |            |            |
| サブMC     |            |            |            |
| 島貫凌     | 島貫凌     | 島貫凌     | 小松崎花菜 |
| スポーツ   |            |            |            |
| 大財英寿   | 大財英寿   | 大財英寿   | 島貫凌     |
| エンタメ   |            |            |            |
| 大財英寿   | 大財英寿   | 大財英寿   | 島貫凌     |
| 天気       |            |            |            |
| 松崎杏香   | 尾形杏奈   | 尾形杏奈   | 尾形杏奈   |
| 中継       |            |            |            |
| （不在）   | （不在）   | （不在）   | 松崎杏香   |

- 2025年7月7日〜10日 島津が夏休みのため休演。担当を一部変更。

| 7日（月） | 8日（火） | 9日（水）  | 10日（木） |          |
| メインMC  | メインMC  | メインMC   | メインMC   | メインMC |
| --------- | --------- | ---------- | ---------- | -------- |
| 竹田基起  |           |            |            |          |
| サブMC    |           |            |            |          |
| 尾形杏奈  | 尾形杏奈  | 小松崎花菜 | 小松崎花菜 |          |
| 中継      |           |            |            |          |
| （不在）  | （不在）  | （不在）   | 松崎杏香   |          |
| お天気    |           |            |            |          |
| 松崎杏香  | 松崎杏香  | 尾形杏奈   | 尾形杏奈   |          |
| 山田修作  |           |            |            |          |

- 2025年7月21日〜22日 尾形が休演。担当を一部変更。

| 竹田基起 |
| サブMC   |
| 島津咲苗 |
| 中継     |
| （不在） |
| お天気   |
| 松崎杏香 |
| 山田修作 |

- 2025年8月4日〜8日 尾形が夏休みのため休演。担当を一部変更。

| 4日（月） | 5日（火） | 6日（水） | 7日（木） | 8日（金） |
| メインMC  | メインMC  | メインMC  | メインMC  | メインMC  |
| --------- | --------- | --------- | --------- | --------- |
| 竹田基起  |           |           |           |           |
| サブMC    |           |           |           |           |
| 島津咲苗  |           |           |           |           |
| 中継      |           |           |           |           |
| （不在）  |           |           |           |           |
| お天気    |           |           |           |           |
| 松崎杏香  |           |           |           |           |
| 山田修作  |           |           |           |           |

### 祝日の担当
2024年度より、働き方改革の一環として、本番組では1週間を通して出演しているアナウンサー（竹田と尾形）を休みとするため、出演者の変更がある。（尚、尾形については、10月改編までは週3日出演だったため、祝日版であろうと曜日出演していた）
|        | 日時  | 祝日名       | メインMC                             | サブMC                               | スポーツ                             | エンタメ                             | お天気キャスター                     |
| 2024年 | 4/29  | 昭和の日     | 島津咲苗                             | 小松崎花菜                           | 島貫凌                               | 石原ゆき子                           | 尾形杏奈                             |
| 2024年 | 5/3   | 憲法記念日   | 島津咲苗                             | 小松崎花菜                           | 島貫凌                               | 石原ゆき子                           | 松崎杏香                             |
| 2024年 | 5/4   | みどりの日   | ドデスカ!（土曜日）を放送            | ドデスカ!（土曜日）を放送            | ドデスカ!（土曜日）を放送            | ドデスカ!（土曜日）を放送            | ドデスカ!（土曜日）を放送            |
| 2024年 | 5/6   | こどもの日⭐︎ | 島津咲苗                             | 島貫凌                               | 島貫凌                               | 石原ゆき子                           | 尾形杏奈                             |
| 2024年 | 7/19  | 海の日       | 島津咲苗                             | 小松崎花菜                           | 島貫凌                               | 石原ゆき子                           | 尾形杏奈                             |
| 2024年 | 8/12  | 山の日       | 島津咲苗                             | 島貫凌                               | 島貫凌                               | 石原ゆき子                           | 尾形杏奈                             |
| 2024年 | 9/16  | 敬老の日     | 島津咲苗                             | 島貫凌                               | 大財英寿                             | 石原ゆき子                           | 尾形杏奈                             |
| 2024年 | 9/23  | 秋分の日     | 島津咲苗                             | 尾形杏奈                             | 大財英寿                             | 石原ゆき子                           | 松崎杏香                             |
| 2024年 | 10/16 | スポーツの日 | 島津咲苗                             | 島貫凌                               | 大財英寿                             | 大財英寿                             | 松崎杏香                             |
| 2024年 | 11/4  | 文化の日⭐︎   | 島津咲苗                             | 島貫凌                               | 大財英寿                             | 大財英寿                             | 松崎杏香                             |
| 2024年 | 11/23 | 勤労感謝の日 | ドデスカ!（土曜日）を放送            | ドデスカ!（土曜日）を放送            | ドデスカ!（土曜日）を放送            | ドデスカ!（土曜日）を放送            | ドデスカ!（土曜日）を放送            |
| 2025年 | 1/1   | 元日         | 羽鳥慎一モーニングショー元日版を放送 | 羽鳥慎一モーニングショー元日版を放送 | 羽鳥慎一モーニングショー元日版を放送 | 羽鳥慎一モーニングショー元日版を放送 | 羽鳥慎一モーニングショー元日版を放送 |
| 2025年 | 1/13  | 成人の日     | 島津咲苗                             | 島貫凌                               | 大財英寿                             | 大財英寿                             | 松崎杏香                             |
| 2025年 | 2/11  | 建国記念の日 | 島津咲苗                             | 小松崎花菜                           | 大財英寿                             | 大財英寿                             | 松崎杏香                             |
| 2025年 | 2/24  | 天皇誕生日⭐︎ | 島津咲苗                             | 島貫凌                               | 大財英寿                             | 大財英寿                             | 松崎杏香                             |
| 2025年 | 3/20  | 春分の日     | 島津咲苗                             | 小松崎花菜                           | 島貫凌                               | 島貫凌                               | 松崎杏香                             |
| 2025年 | 4/29  | 昭和の日     | 島津咲苗                             | 島貫凌                               | 大財英寿                             | 大財英寿                             | 松崎杏香                             |
| 2025年 | 5/3   | 憲法記念日   | ドデスカ!（土曜日）を放送            | ドデスカ!（土曜日）を放送            | ドデスカ!（土曜日）を放送            | ドデスカ!（土曜日）を放送            | ドデスカ!（土曜日）を放送            |
| 2025年 | 5/5   | こどもの日   | 通常の月曜日出演者担当で放送         | 通常の月曜日出演者担当で放送         | 通常の月曜日出演者担当で放送         | 通常の月曜日出演者担当で放送         | 通常の月曜日出演者担当で放送         |
| 2025年 | 5/6   | みどりの日⭐︎ | 島津咲苗                             | 島貫凌                               | 大財英寿                             | 大財英寿                             | 松崎杏香                             |
| 2025年 | 7/21  | 海の日⭐︎     | 竹田基起                             | 島津咲苗                             | 大財英寿                             | 大財英寿                             | 松崎杏香                             |
| 2025年 | 8/11  | 山の日       | 小松崎花菜                           | 島貫凌                               | 大財英寿                             | 大財英寿                             | 松崎杏香                             |

## 現在のコーナー

### ウルフィ星座占い
12星座の占いを伝える。監修はLove Me Do。

### イマネタ
担当は、竹田基起、島津早苗、小松崎花菜。地元の気になるニュースを徹底取材する。

### 東海3県モーニングにメ〜ロメロ
東海3県のモーニングを紹介するコーナー。紹介したものはYouTubeドデスカ!chでもチェックできる。担当は基本的に島津だが、金曜日等で島津が不在の際は小松崎など、当日のサブMCが担当する。基本的にコーナーはメインMC・サブMCという形で任されており、ストレートニュースもサブMCが担当する形をとっているのだが、当コーナーは例外で島津がメインMCであろうとも、島津が担当する。

### ウルフィの間違い探し
担当は、大財英寿(月・火)、島貫陵(水・木)。コメンテーターがたくさんいるウルフィの中から1体だけ違うウルフィを見つけるコーナー。2024年秋改編からスタートしたコーナー。

### きょうのイチオシ
担当は、竹田、島津（月-木）、小松崎（金）。名古屋で行われるイベント情報や、お得な商品について紹介する。

### 6時台特集

#### 月〜木曜
- ハヤリミ

担当は松崎杏香(月・火) 尾形杏奈(水・木)。東海3県で、はやりのグルメやカルチャーを尾形・松崎が体験し、伝えるコーナー。

#### 金曜
- どうぶつZOO鑑

毎回、動物にまつわるクイズを出題する。クイズにはウルフィアプリからも回答できる。

### 天気コーナー
- #尾形杏奈のあーんな写真

担当は尾形杏奈。尾形が撮影した写真を紹介する。稀に山田の写真も出る。祝日版は、「松崎杏香のこーんな写真」として紹介したこともある。
- 今日の天気の一句

担当は尾形杏奈。月〜木曜に実施。今日の天気のポイントを一句にして読み上げる。
- ホシナビ

担当は尾形杏奈or松崎杏香、山田修作。2025年3月までは今日の洗濯情報を一句で表現してきた。2024年11月中旬までは山田と尾形で一句を読んでいたが、スタッフ曰く、「あまりにもグダグダ」だということで、月〜木は尾形or松崎単独で読むことになった。尚、山田は解説に参加しており、金曜は山田が単独で読んでいた。2025年春改編からは今日の天気の一句に変わる形で終了している。
- おかえり天気

担当は尾形杏奈。夕方4時と夜7時の天気を伝える。

### 特集

#### 月曜
- めっちゃ推しランキング

担当は、小松崎花菜。その道のプロがお勧めしたい商品をランキング形式で発表する。

#### 火曜
- Aぇ!groupのココえぇとこや〜ん・Aぇ!groupのこの学校えぇとこや〜ん

担当はAぇgroup。東海3県のあらゆるスポット・学校をAぇ!groupが巡る。

#### 水曜
- あらゆるサーチ

東海3県のあらゆることをリサーチするコーナー。年末は、ドデスカ!大反省会として放送する。
- ハンバーグ師匠のジュ〜散歩

担当は、ハンバーグ師匠（井戸田潤）、つくねちゃん（尾形杏奈）。ハンバーグ師匠が東海3県のジューグルメを巡る。紹介したものは番組公式Instagramからチェックできる。

#### 木曜
- とびだせ！ふっとー中継

担当は小松崎。様々なお出かけスポットから中継を結び、小松崎が沸騰する。

#### 金曜
- やればできる旬感めし

担当は島津早苗とティモンディ高岸。東海地方で作られる旬の食材を紹介する。名言はうまぎし。ちなみに以前までの名言はうましゅんであった。紹介したレシピは番組公式Instagramからチェックできる
- やればできる旬感めし～島津の米～

旬感めしのスピンオフ企画。担当は島津。恵那の田んぼでコメ作りに挑戦する。10月ごろに開催されるドデ祭で振る舞うのが目標。

#### 祝日
- とびだせ！ホリデー中継

担当はドデスカ＋フィールドキャスターを務めている木岡。祝日のお出かけスポットを中継で紹介する。

#### 不定期
- 大財の祭だ！Oh!宝

担当は大財。東海3県で行われる祭に大財が参加し、魅力を伝える。時間の都合上、本番組ではきょうのイチオシが放送される時間帯に短縮版を放送し、ドデスカ＋の18時台特集で本編を放送する。

#### 年末
- あらゆるサーチ特別版　ドデスカ!大反省会

年末の水曜最終放送日に放送。番組スタッフが「これはひどい！」と感じたものをアンケートとしてとり、それをランキング形式にして発表するコーナーである。

## 過去のコーナー
コレクル
2019年3月29日 - 2023年3月30日放送。
うれテル
2020年3月31日 - 2023年3月14日放送。
ドデスペ！
2020年3月30日 - 2023年3月20日放送。
いいね！わがマチQ
2021年3月30日 - 2024年3月26日放送。（2021・22年度は月〜木曜6時台/2023年度は火曜7時台放送）リポーターは小松﨑花菜・ウルフィ。地元の方々がVTR＆生中継でクイズを出題する形だった。番組公式Xでは解答に参加することもできた。東海3県の全マチ制覇をめざし、2024年3月26日の放送で140マチすべてを達成した。
絶景めし
2023年4月14日 - 2024年3月28日放送。リポーターは南雲穂波。
メ〜ロメロ
2023年4月 - 2024年3月 月〜木曜6時台放送。リポーターは東海3県の高校生＆大学生。いま地元で注目のグルメやグッズ、スポットをリポートする。このコーナーで紹介したものは番組公式Instagramからチェックできる。
はましゅんの旬感めし
2021年4月-2023年9月 金曜7時台特集。濱田の名物コーナーであった。濱田がダジャレを言った後、東海地方で作られる旬の食材を紹介する。2023年までは、名言「うましゅん」を叫ぶ際、遠くで叫んでいた。紹介したレシピは番組公式Instagramからチェックできる。
旬感めしふれっしゅ
2023年10月-2024年3月　濱田の移動により、松崎に担当を変更した際にコーナー名を変更した。内容や放送時間帯は前述の通りである。尚、松崎は続コーナーである「やればできる旬感めし」にも2024年10月まで出演していた。
めし²メシノジジョウ
2024年4月-2025年3月　担当は松崎（～10月）、島津早苗（11月～）。2種類以上の食材を盛り付けた名物料理をゲストと共に紹介する。番組リニューアルのため終了。
東海3県125市町村わがマチ撮レジャー
担当は尾形杏奈。スタッフから渡された写真を見て、尾形が町の人の情報を基に大捜索する。東海3県125市町村すべて回っていないが、番組リニューアルに合わせて終了。
絶景さん
絶景さん(小松崎花菜)が東海3県の絶景を生中継する。番組リニューアルに合わせて終了。

## 番組テーマソング
| 期間          | 期間          | 歌手名                 | 曲名                     | 備考                                                                                 |
| ------------- | ------------- | ---------------------- | ------------------------ | ------------------------------------------------------------------------------------ |
| 2011年3月28日 | 2012年3月31日 | 好加                   | 「モーニング」           |                                                                                      |
| 2012年4月2日  | 2013年3月30日 | back number            | 「平日のブルース」       | 2012年7月18日発売のシングル『わたがし』、2012年11月21日発売のアルバム『blues』に収録 |
| 2013年4月1日  | 2014年3月29日 | ナオト・インティライミ | 「I'm chi-zu-ers」       | 2013年5月15日発売、スタジオ・アルバム『Nice catch the moment!』に収録                |
| 2014年3月31日 | 2015年3月28日 | ケラケラ               | 「夢コンシェルジュ」     | 2014年4月16日発売、ミニ・アルバム『ケラケラリアット』に収録                          |
| 2015年3月30日 | 2016年4月2日  | クリス・ハート         | 「Brand New Day」        | 2015年8月26日発売、シングル『あなたへ』に収録                                        |
| 2016年4月4日  | 2018年3月30日 | C&K                    | 「Good Luck」            | 2017年6月7日発売、シングル『Y』に収録                                                |
| 2018年4月2日  | 2019年3月22日 | 山崎育三郎             | 「wonderland」           |                                                                                      |
| 2019年3月25日 | 2020年3月27日 | ナオト・インティライミ | 「きっかけはキッカケで」 |                                                                                      |
| 2020年3月30日 | 2021年3月26日 | THE BEAT GARDEN        | 「Morning Glory」        |                                                                                      |
| 2021年3月29日 | 2022年3月25日 | 足立佳奈               | 「すばらしい日」         |                                                                                      |
| 2022年3月28日 | 2023年4月1日  | ソナーポケット         | 「いつも一緒に」         |                                                                                      |
| 2023年4月3日  | 2024年3月29日 | 緑黄色社会             | 「始まりの歌」           | 3年連続緑黄色社会が担当する。                                                        |
| 2024年4月1日  | 現在          | 緑黄色社会             | 「陽はまた昇るから」     | 3年連続緑黄色社会が担当する。                                                        |

## 当番組コンセプト
2022年度以降のものを記載。
| 期間      | 期間      | テーマ                           | 備考 |
| --------- | --------- | -------------------------------- | ---- |
| 2022.3.28 | 2024.3.29 | とびだせ！地元の全てに会いに行く |      |
| 2024.4.1  | 現在      | とびだせ！もっと地元に会いに行く |      |

## 朝夕共通キャッチコピー
2023年10月に『ドデスカ!+』が始まって以降、メーテレが製作するニュース情報番組は全てドデスカ系列になった。CMについても、朝夕同じものが使われるようになった。この項目では朝夕の共通コンセプトを紹介する。
| 期間      | 期間      | 共通キャッチコピー       | 備考 |
| --------- | --------- | ------------------------ | ---- |
| 2023.10.2 | 2024.3.29 | 「1日2度ですか⁉」        |      |
| 2024.4.1  | 2024.9.28 | 「いちいち2度ですか⁉」   |      |
| 2024.9.30 | 2025.3.28 | 「1日2度ですか⁉」        |      |
| 2025.3.31 | 現在      | 「春だし、進メ〜ロメロ」 |      |

## 特別番組
この節では、修作など、本番組およびドデスカ＋を兼ねている出演者もいるが、その場合は本番組の出演者として紹介する。
- 春からいちいち2ドデスカ!〜朝も夕方も地元愛マシマシSP〜

放送日は2024年3月30日。本番組からは竹田、島津、修作が、ドデスカ!＋からは濱田、西尾が出演。本番組及び、ドデスカ!＋のリニューアルポイントを紹介。また、新セットを初公開し、竹田が新セットのコメンテーター席３席すべてに初めて座った。また、サクラベツインの様子を紹介した。
- 1日2ドデスカ　とびだせ！ドデ祭2024

放送日は2024年10月19日。本番組からは竹田、島津、島貫（VTR）、尾形、修作、そしてコメンテーターの井戸田が、ドデスカ＋からは濱田、西尾、そして特集リポーターのU字工事が出演。会場からの公開生放送。本番組の「ハンバーグ師匠のジュー散歩」、ドデスカ+の「U字工事の解決!迷Qグルメ」をドデ祭SPとして放送。また、修作天気では東海3県の天気だけではなく、U字工事の地元である宇都宮の天気も伝えていた。また井戸田が番組終盤で足湯のお湯にダイブし、出演者全員が引きつった顔で番組終了を迎えた。その件について、毎年年末に行われる大反省会にて色々なことが発覚した。まず、井戸田がつけていたマイクも一緒に水没してしまったため、笑えない額の修理代金が発生したため、機材を管理している方から番組へのお怒りメールが来た。また、濡れてしまったズボンはマネージャーが乾燥機に入れ、パンツについては、番組制作費で新しく購入した。
- 1日3ドデスカ！？～スリムとME:Iが旅する春の志摩　ソレって？！SP

放送日は2025年3月20日。本番組からは松崎、ドデスカ＋からは望木が出演。スリムクラブとME:Iをゲストに迎え、春の伊勢志摩を旅する。この日は祝日だったため、本番組およびドデスカ＋の放送があるため、通常の2ドデスカに加え、この番組を加えることで「1日３ドデスカ」となっている。

## その他の特別番組
- タイアップとして選挙特別番組が放送されている。

- 2012年以降、防災特別番組として『池上彰と考える!巨大自然災害から命を守れ』が放送されている。2014年から2017年までは本番組と『UP!』のタイアップ番組として放送。2024年以降、本番組と『ドデスカ＋』のタイアップ番組として放送。

- その他でも『アップ!』とのタイアップで特別番組が放送されていた。
- 台風や大雪の際には、当番組のタイアップとして、臨時に大雪情報や大雨情報の番組を組むことがある。

## 特別編成時の対応
- 毎年6月[注釈 5]の全米オープンゴルフ期間中（2017年までは毎年夏の全米女子オープンゴルフ期間中も含む）や、オリンピック・サッカー・FIFAワールドカップといった国際的なスポーツ中継が組まれる際は、放送休止もしくは時間短縮の対応を取る場合がある[注釈 6]。
- オリンピックやサッカー・FIFAワールドカップ、世界水泳、世界体操（2017年から）といった国際的なスポーツイベントが行われる期間には、6時台もしくは7時台にテレビ朝日制作の5 - 10分間の速報ミニ番組又は、グッド！モーニングのコーナーが臨時で組まれるため、当番組は一時中断もしくは時間繰り下げ・短縮となる。
- 年末年始は、カレンダーの配置によるが、概ね12月28日頃から1週間から2週間程度放送休止となる。この期間中は基本的には自主編成番組で穴埋めするが、『グッド!モーニング』の放送がある場合はそちらを臨時フルネットとする。

## その他
メ〜テレは中日新聞社との資本関係がないため、原則としてバンテリンドームナゴヤなど東海・北陸の各地で開催される中日ドラゴンズの主管試合の放送権を有していないが、2022年のシーズンよりバンテリンドームナゴヤの右中間沿いフェンスに当番組の広告を掲出している。メ〜テレは「外野フェンスにご注目をいただき、皆様と一緒に、立浪新体制のドラゴンズを応援します」としている。